# Orden del Crisantemo
La Suprema Orden del Crisantemo (大勲位菊花章 Dai-kun'i kikka-shō?,  literalmente Suprema Orden del Capítulo del Crisantemo) es la distinción más alta de Japón.
La Gran Cruz de la Orden fue establecida en 1876 por el Emperador Meiji de Japón; el collar de la Orden fue agregado el 4 de enero de 1888. A pesar de que técnicamente la orden solo tiene una clase, puede ser entregada "con collar", es decir en una cadena, o "con gran cordón", acompañada por una banda. A diferencia de sus contrapartes europeas, la orden puede ser conferida póstumamente.

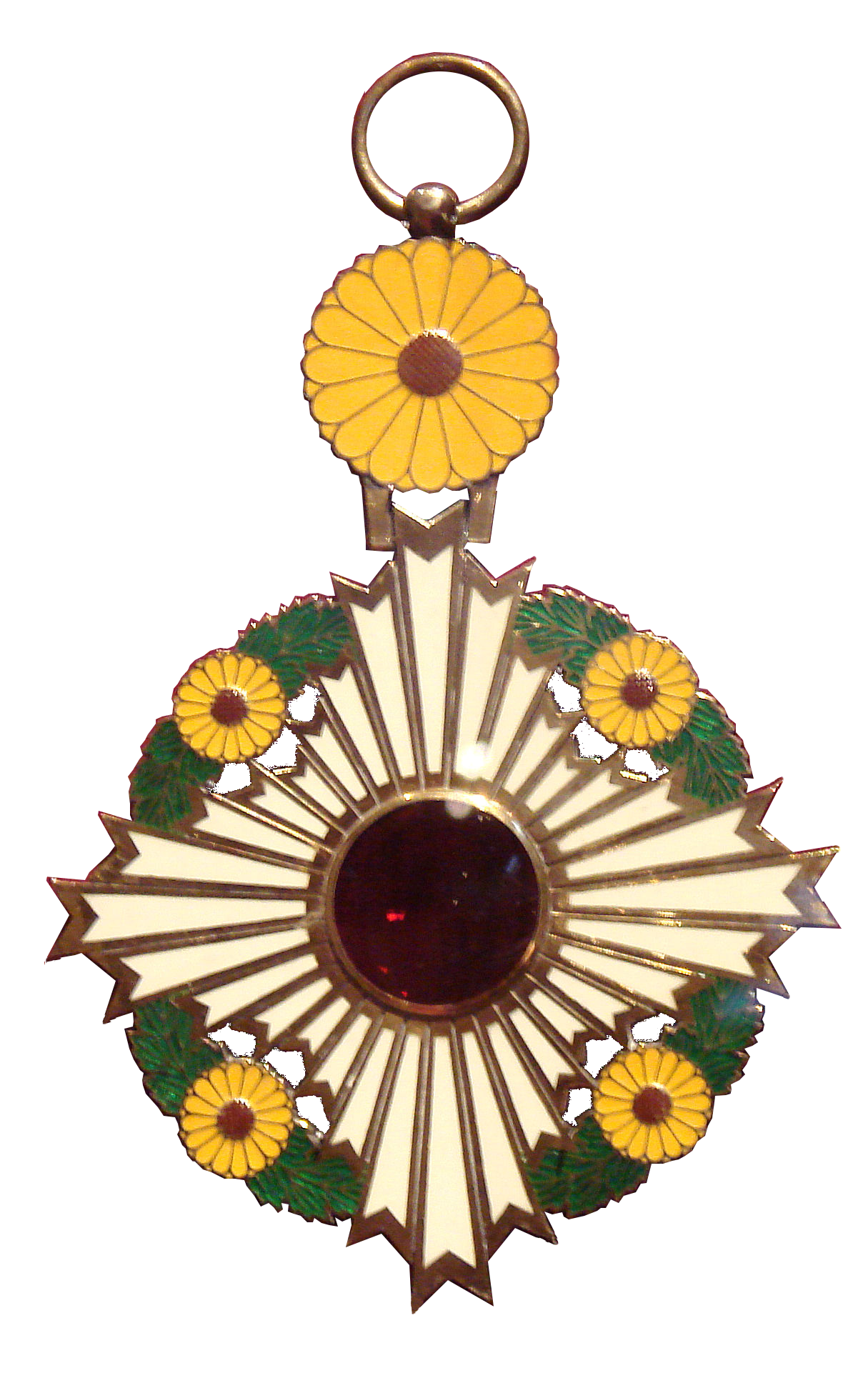
Insignia del rey Víctor Manuel III de Italia que se encuentra en el Museo de la Legión de Honor.

Además de la Familia Imperial, solo seis ciudadanos japoneses han sido condecorados con collar en vida; la última vez que esto pasó fue cuando se condecoró al ex Primer ministro Saionji Kinmochi en 1928. Otras siete distinciones póstumas se han entregado con collar; la última vez fue al ex primer ministro Sato Eisaku en 1975. Hoy, solo el Emperador reinante recibe la dignidad de ser el soberano de la orden; aunque se hacen excepciones a jefes de Estado extranjeros, quienes pueden ser condecorados en señal de amistad.

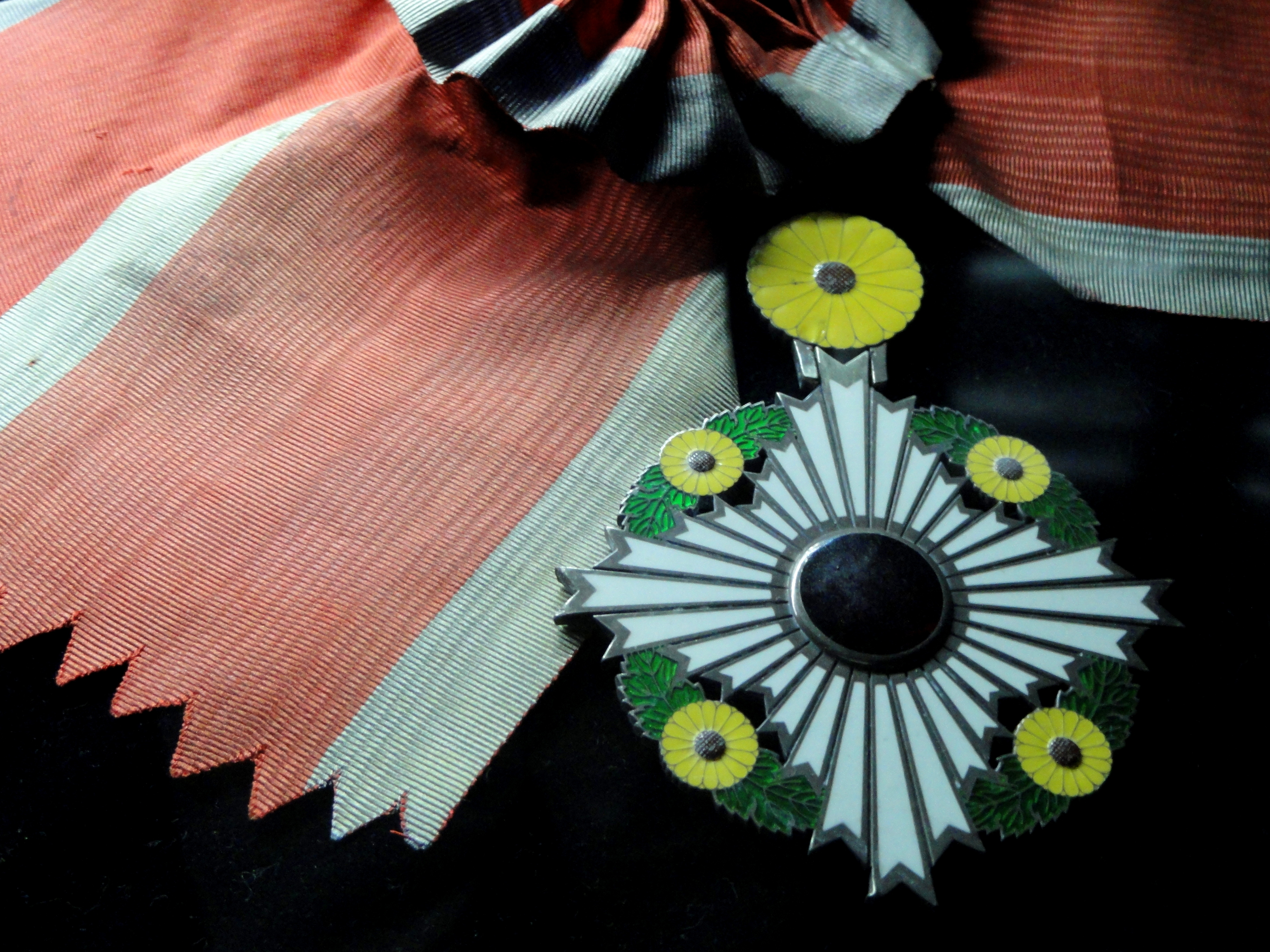
Banda con insignia; colección del Memorial Juscelino Kubitschek (Brasilia).

La Gran Cruz es el honor más alto que puede recibir un ciudadano japonés durante su vida. Además de la Familia Imperial, solo se han otorgado 21 Grandes Cruces a ciudadanos vivientes y 29 de forma póstuma.

## Insignia
El collar de la orden está hecha de oro y presenta el kanji de "Meiji," en su forma clásica, indicando la época de establecimiento de la orden. Está decorado con flores de crisantemo en oro y hojas en esmalte verde. El crisantemo es la flor representativa de la familia imperial y forma parte de su escudo y estandarte. En la traducción literal de la denominación de esta condecoración puede leerse "Capítulo" que hace referencia a la forma en que se presentan las inflorescencias en esta planta.
La banda de la Gran Cruz de la orden es roja con franjas azul oscuro en los bordes. Se usa cruzando el torso desde el hombro derecho para atarse sobre la cadera izquierda, de donde pende la insignia.

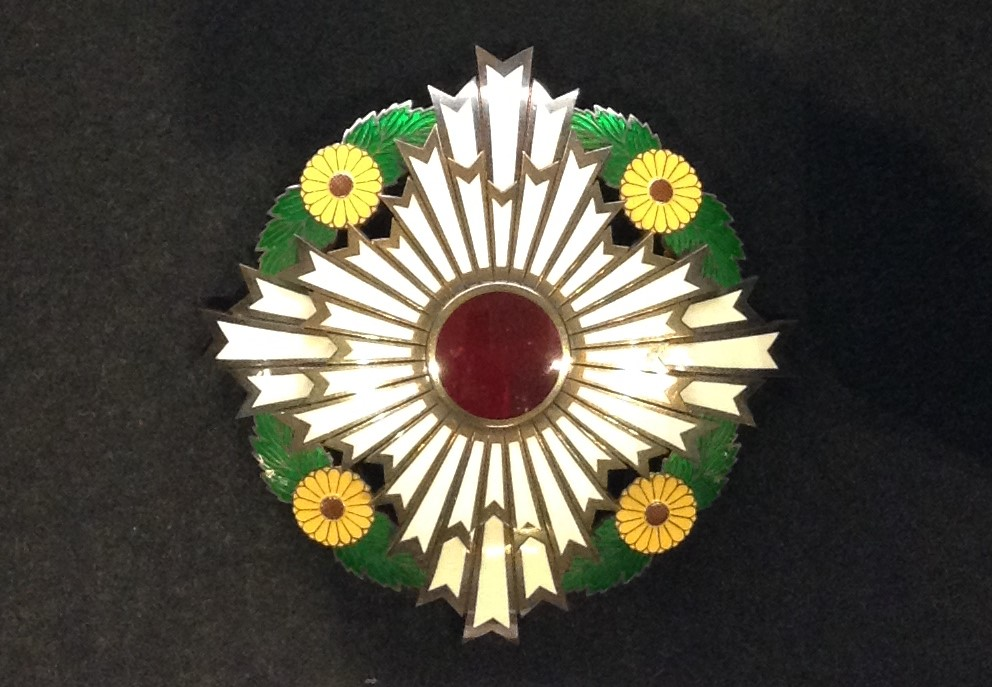
Placa de la Orden.

La placa de la orden es similar a la insignia, pero en plata, sin la suspensión de crisantemo, y con un medallón de ocho puntas dorado (con rayos blancos esmaltados y el disco del sol en esmalte rojo) colocado en el centro. Se usa a la izquierda del pecho
La placa de la orden es una placa de cuatro puntas dorada con rayos blancos esmaltados; en el centro hay un sol rojo esmaltado. Sobre cada una de las esquinas de la placa hay una flor de crisantemo con hojas verdes esmaltadas. La placa se suspende de un crisantemo amarillo, ya sea en la banda o en la gran cruz.

## Soberanos
Información del artículo correspondiente en la Wikipedia en japonés
- Emperador Meiji (27 de diciembre de 1876)
- Emperador Taishō (Gran Cruz, 3 de noviembre de 1889; Collar 10 de mayo de 1900; Soberano, 30 de julio de 1912)
- Emperador Shōwa (Gran Cruz, 9 de septiembre de 1912; Collar como Regente, 24 de septiembre de 1921; Soberano, 25 de diciembre de 1926)
- Emperador Akihito (Gran Cruz, 10 de noviembre de 1952; Soberano, 7 de enero de 1989)
- Emperador Naruhito (Gran Cruz, 23 de febrero de 1980; Soberano, 1 de mayo de 2019)

## Premios del Collar de la Orden del Crisantemo a miembros de la Familia Imperial y realeza
Información del artículo correspondiente en la Wikipedia en japonés

### Condecoraciones a príncipes imperiales en vida
- Príncipe Komatsu Akihito (5 de agosto de 1895)
- Príncipe Fushimi Sadanaru (19 de enero de 1916)
- Príncipe Kan'in Kotohito (24 de septiembre de 1921)
- Príncipe Fushimi Hiroyasu (29 de abril de 1934)
- Príncipe Nashimoto Morimasa (29 de abril de 1940)

### Condecoraciones póstumas a príncipes imperiales
- Príncipe Arisugawa Taruhito (16 de enero de 1895)
- Príncipe Kitashirakawa Yoshihisa (1 de noviembre de 1895)
- Príncipe Arisugawa Takehito (7 de julio de 1913)
- Príncipe Higashifushimi Yorihito (27 de junio de 1922)
- Príncipe Kuniyoshi Kuni (27 de enero de 1929)

### Condecoraciones póstumas a realeza extranjera
- Emperador Gojong (21 de enero de 1919)

## Condecoraciones de la Gran Cruz de la Orden del Crisantemo a miembros de la Familia Imperial y realeza

### Condecoraciones a príncipes imperiales en vida
- Príncipe Arisugawa Taruhito (2 de noviembre de 1877)
- Príncipe Komatsu Akihito (7 de diciembre de 1882)
- Príncipe Arisugawa Takahito (24 de enero de 1886)
- Príncipe Kitashirakawa Yoshihisa (29 de diciembre de 1886)
- Príncipe Arisugawa Takehito (29 de diciembre de 1886)
- Príncipe Kuni Asahiko (29 de diciembre de 1886)
- Príncipe Fushimi Sadanaru (29 de diciembre de 1886)
- Príncipe Yamashina Akira (29 de diciembre de 1886)
- Príncipe Kan'en Kotohito (18 de agosto de 1887)
- Príncipe Higashifushimi Yorihito (15 de julio de 1889)
- Príncipe Kaya Kuninori (3 de noviembre de 1903)
- Príncipe Kuni Kuniyoshi (3 de noviembre de 1903)
- Príncipe Yamashina Kikumaro (3 de noviembre de 1903)
- Príncipe Nashimoto Morimasa (3 de noviembre de 1904)
- Príncipe Fushimi Hiroyasu (3 de noviembre de 1905)
- Príncipe Arisugawa Tanehito (4 de abril de 1908)
- Príncipe Takeda Tsunehisa (31 de octubre de 1913)
- Príncipe Asaka Yasuhiko (31 de octubre de 1917)
- Príncipe Kuni Taka (31 de octubre de 1917)
- Príncipe Kitashirakawa Naruhisa (31 de octubre de 1917)
- Príncipe Higashikuni Naruhiko (31 de octubre de 1917)
- Príncipe Chichibu (25 de octubre de 1922)
- Príncipe Kachō Hirotada (19 de marzo de 1924)
- Príncipe Takamatsu (1 de febrero de 1925)
- Príncipe Fushimi Hiroyoshi (3 de noviembre de 1928)
- Príncipe Kaya Tsunenori (7 de diciembre de 1930)
- Príncipe Kuni Asaakira (25 de mayo de 1932)
- Príncipe Kan'en Haruhito (3 de noviembre de 1934)
- Príncipe Mikasa (1 de octubre de 1936)
- Príncipe Takeda Tsuneyoshi (3 de noviembre de 1940)
- Príncipe Asaka Takahiko (7 de noviembre de 1940)
- Príncipe Hitachi (28 de noviembre de 1955)
- Príncipe Tomohito de Mikasa (5 de enero de 1966)
- Príncipe Katsura (27 de febrero de 1968)
- Príncipe Takamado (29 de diciembre de 1974)
- Príncipe Akishino (30 de noviembre de 1985)

### Condecoraciones póstumas a príncipes imperiales
- Príncipe Kitashirakawa Nagahisa (4 de septiembre de 1940)

### Condecoraciones a extranjeros miembros de la realeza
- Príncipe Yi Un de Corea (27 de abril de 1920)
- Príncipe Yi Kang de Corea (8 de enero de 1924)
- Príncipe Yi Geon de Corea (3 de noviembre de 1926)
- Príncipe Yi Wu de Corea (7 de noviembre de 1943)

## Condecoraciones ordinarias del Collar de la Orden del Crisantemo
La información incorporada del artículo correspondiente en la Wikipedia japonesa

### Condecoraciones a individuos en vida
- Itō Hirobumi (1 de abril de 1906)
- Ōyama Iwao (1 de abril de 1906)
- Yamagata Aritomo (1 de abril de 1906)
- Matsukata Masayoshi (14 de julio de 1916)
- Tōgō Heihachirō (11 de noviembre de 1926)
- Saionji Kinmochi (10 de noviembre de 1928)

### Condecoraciones póstumas
- Katsura Tarō (10 de octubre de 1913)
- Inoue Kaoru (1 de septiembre de 1915)
- Tokudaiji Sanetsune (4 de junio de 1919)
- Ōkuma Shigenobu (10 de enero de 1922)
- Yamamoto Gonbee (9 de diciembre de 1933)
- Shigeru Yoshida (20 de octubre de 1967)
- Satō Eisaku (3 de junio de 1975)
- Shinzo Abe, 11 de julio de 2022. (ex primer ministro de Japón, asesinado el viernes 8 de julio de 2022).-

## Condecoraciones ordinarias de la Gran Cruz de la Orden del Crisantemo
Incorpora información del artículo correspondiente en la Wikipedia japonesa

### Condecoraciones a individuos en vida
- Sanjō Sanetomi (11 de abril de 1882)
- Iwakura Tomomi (1 de noviembre de 1882)
- Shimazu Hisamitsu (5 de noviembre de 1887)
- Nakayama Tadayasu (14 de mayo de 1888)
- Itō Hirobumi (5 de agosto de 1895)*
- Kujō Michitaka (10 de mayo de 1900)
- Ōyama Iwao (3 de junio de 1902)*
- Saigō Tsugumichi (3 de junio de 1902)
- Yamagata Aritomo (3 de junio de 1902)*
- Inoue Kaoru (1 de abril de 1906)**
- Katsura Tarō (1 de abril de 1906)**
- Tōgō Heihachirō (1 de abril de 1906)*
- Tokudaiji Sanetsune (1 de abril de 1906)**
- Matsukata Masayoshi (1 de abril de 1906)*
- Nozu Michitsura (6 de octubre de 1908)
- Itō Sukeyuki (10 de noviembre de 1913)
- Ōkuma Shigenobu (14 de julio de 1916)**
- Saionji Kinmochi (21 de diciembre de 1918)*
- Oku Yasukata (10 de noviembre de 1928)
- Yamamoto Gonbee (10 de noviembre de 1928)**
- Shigeru Yoshida (29 de abril de 1964)**
- Satō Eisaku (3 de noviembre de 1972)**
- Yasuhiro Nakasone (29 de abril de 1997)

* Más tarde condecorados con Collar
** Póstumamente condecorados con Collar

### Condecoraciones póstumas
- Kuroda Kiyotaka (25 de agosto de 1900)
- Terauchi Masatake (3 de noviembre de 1919)
- Hara Takashi (4 de noviembre de 1921)
- Kabayama Sukenori (8 de febrero de 1922)
- Katō Tomosaburō (24 de agosto de 1923)
- Hasegawa Yoshimichi (28 de enero de 1924)
- Katō Takaaki (28 de enero de 1926)
- Lee Wan-Yong (12 de febrero de 1926)
- Kawamura Kageaki (28 de abril de 1926)
- Inoue Yoshika (22 de marzo de 1929)
- Uehara Yūsaku (8 de noviembre de 1933)
- Saitō Makoto (26 de febrero de 1936)
- Takahashi Korekiyo (26 de febrero de 1936)
- Tokugawa Iesato (5 de junio de 1940)
- Kaneko Kentarō (16 de mayo de 1942)
- Kiyoura Keigo (5 de noviembre de 1942)
- Isoroku Yamamoto (18 de abril de 1943)
- Ichiki Kitokurō (17 de diciembre de 1944)
- Ichirō Hatoyama (7 de marzo de 1959)
- Hayato Ikeda (13 de agosto de 1965)
- Kōtarō Tanaka (1 de marzo de 1974)
- Masayoshi Ōhira (12 de junio de 1980)
- Nobusuke Kishi (7 de agosto de 1987)
- Takeo Miki (14 de noviembre de 1988)
- Takeo Fukuda (5 de julio de 1995)
- Keizō Obuchi (14 de mayo de 2000)
- Noboru Takeshita (19 de junio de 2000)
- Zenkō Suzuki (19 de julio de 2004)
- Ryūtarō Hashimoto (1 de julio de 2006)

## Extranjeros condecorados de la Orden del Crisantemo

### Collar
- Guillermo Alejandro, de los Países Bajos, 2014[1]
- Margarita II, de Dinamarca
- Harald V, de Noruega
- Carlos XVI Gustavo, de Suecia
- Alberto II, de Bélgica, 1996[2]
- Felipe, del Bélgica, 2016[3]
- Mohammed VI, de Marruecos, 2005[Nota 1]
- Abdalá II, de Jordania, 1999
- Tuanku Syed Sirajuddin, Yang di-Pertuan Agong (rey) de Malasia, 2005
- Abdul Halim, Yang di-Pertuan Agong (rey) de Malasia, 1970
- Hassanal Bolkiah, de Brunéi, 1984
- Jigme Singye Wangchuck, de Bután, 1987
- Juan Carlos I, de España, 1980
- Sabah Al-Ahmad Al-Yaber Al-Sabah, de Kuwait, 2012
- Felipe VI, de España, 2017

### Gran Cruz
- Carlos, Príncipe de Gales, príncipe heredero del Reino Unido[4]
- Victoria, Princesa de Suecia[5]
- Federico X de Dinamarca[6]
- Joaquín de Dinamarca[7]
- Vajiralongkorn, Príncipe de Tailandia
- Guillermo Alejandro, Rey de Países Bajos
- Felipe de Bélgica[8][9]
- Toomas Hendrik Ilves, Presidente de Estonia[10]
- Valdas Adamkus, Presidente de Lituania[11]
- Aleksander Kwaśniewski, Presidente de Polonia[12]
- Vaira Vīķe-Freiberga, Presidente de Letonia
- Gloria Macapagal Arroyo, Presidente de las Filipinas
- Nursultan Nazarbayev, Presidente de Kazajistán[13]
- Benigno Aquino III, Presidente de las Filipinas[14]
- Mauricio Macri, Presidente de Argentina[15]

### Collar (difuntos)
- Guangxu, Emperador de la dinastía Qing de China (1872–1908)
- Emperador Kojong de Corea (1852–1919)
- Emperador Sunjong de Corea (1874–1926)
- Tuanku Syed Putra, Yang di-Pertuan Agong (rey) de Malasia (1920–2000)
- Haile Selassie I, Emperador de Etiopía (1892–1974)
- Sultan Ismail Nasiruddin Shah, Yang di-Pertuan Agong (rey) de Malasia (1906–1979)
- Alfonso XIII, Rey de España (1930–1941)[16]
- Sultan Azlan Shah, Yang di-Pertuan Agong (rey) de Malasia (1928–2014)
- Birendra, Rey de Nepal (1945–2001)
- Mahendra, rey de Nepal (1920–1972)
- Mohamed Zahir Shah, rey de Afganistán (1914–2007)[Nota 2]
- Fuad I, rey de Egipto y el Sudán (1868–1936)
- Faruk I, Rey de Egipto y el Sudán (1920–1965)
- Hussein I, Rey de Jordania (1935–1999)
- Norodom Sihanouk, Rey de Camboya (1922-2012) 1968[Nota 3]
- Jaber Al-Ahmad Al-Jaber Al-Sabah, Emir de Kuwait (1926–2006)
- Mohammad Reza Pahlavi, Shah (rey) de Irán (1919–1980)
- Abdul Hamid II, Sultán (emperador) del Imperio Otomano, 1887[17]
- Eduardo VII, Rey del Reino Unido y Emperador de India (1841-1910)[18]
- Bhumibol Adulyadej, Rey de Tailandia (1946-2016)
- Jalifa bin Hamad Al Thani, Emir de Catar, 1984
- Qabus bin Said Al Said, Sultán de Omán (1940-2020)
- Raniero III de Mónaco 1984
- Isabel II, del Reino Unido, 1962[19]

### Gran Cruz (difuntos)
- Abdul Hamid II, Sultán del Imperio Otomano (1842–1918)[Nota 4][20]
- Príncipe Arturo de Connaught (1883–1938)[21]
- Aishwarya, Reina consorte de Nepal (1949–2001)
- Dipendra, Príncipe de la Corona de Nepal (1971–2001)
- Dwight D. Eisenhower, Presidente de los Estados Unidos (1890–1969)[22]
- Príncipe Enrique de Gloucester (1900–1974)[23]
- Benito Mussolini, Primer ministro de Italia (1883–1945)[24]
- Álvaro Obregón, Presidente de México (1880–1928)[25]
- Prajadhipok, Rey de Siam (1893–1941)[26]
- Puyi, Emperador de Manchukuo (1906–1967)
- Ronald Reagan, Presidente de los Estados Unidos (1911–2004)[22]
- Samuel Robinson (1870–1958)[27]
- Ferdinand Marcos, Presidente de las Filipinas (1917–1989)[28]
- Amha Selassie I, Emperador de Etiopía (1916–1997)
- Príncipe Makonnen de Etiopía (1923–1957)[29]
- Príncipe Sahle Selassie de Etiopía (1931–1962)[29]
- Norodom Suramarit, Rey de Camboya (1896–1960)
- Josip Broz Tito, Presidente de Yugoslavia (1892–1980)
- Prince Imperial Uihwa de Corea (1877–1955)
- Prince Vong Savang, Príncipe de Corona de Laos (1931–1978?)
- Euimin de Corea (1897–1970)
- Raúl Ricardo Alfonsín, Presidente de la República Argentina (1927-2009).
- Jorge Rafael Videla, Presidente de facto de la República Argentina (1925-2013).[30]
- Porfirio Díaz, presidente de México
- Rainiero III de Mónaco
- Felipe de Edimburgo, príncipe consorte del Reino Unido (1921-2021).[31]
- Isabel II, Reina del Reino Unido[19]